# Pervagor nigrolineatus
Pervagor nigrolineatus är en fiskart som först beskrevs av Herre 1927.  Pervagor nigrolineatus ingår i släktet Pervagor och familjen filfiskar. Inga underarter finns listade i Catalogue of Life.